# Campinas (tiểu vùng)
Campinas là một tiểu vùng thuộc bang São Paulo, Brasil. Tiều vùng này có diện tích 3083 km², dân số năm 2007 là 2204758 người.